# 紅腹銼尾蛇
紅腹銼尾蛇（學名：Rhinophis sanguineus）是蛇亞目盾尾蛇科下的一個蛇種。主要分布於印度西高止山脈一帶。

## 特徵
根據貝多姆（Beddome）的研究表示，紅腹銼尾蛇身體約有十五排鱗片，唇部的鱗片比較尖銳，覆蓋及其鼻孔位置；上唇有四片鱗片，第一片較為細小，其它三片較大。雙眼細小並顯得晦暗。尾部鱗片密集，分布與尾部長度一致，中間位置有一條明顯的紅色紋理。身體顏色偏向深藍色及黑色，腹部則多呈鮮明的紅色，並滲有黑色的斑點。肛門位置有一片二分式的肛鱗（又或共兩片肛鱗）。就體型上而言，雄性的紅腹銼尾蛇比雌性為長，雄性約有13英寸長，而雌性則普遍只有10英寸長。幼蛇時期牠們腹部有著鮮亮的紅色，可是隨著其成長，這位置的紅色會漸漸變得黯淡。

## 地理分布
紅腹銼尾蛇主要分布於印度地帶及其附近的山區。

## 外部連結
- （英文）TIGR爬蟲類資料庫：紅腹銼尾蛇